# Саутвелл, Томас, 2-й виконт Саутвелл
Томас Артур Саутвелл, 2-й виконт Саутвелл (англ. Thomas Arthur Southwell, 2nd Viscount Southwell; 16 апреля 1742 — 14 февраля 1796) — ирландский пэр и политик. Он был известен как Достопочтенный Томас Саутвелл с 1766 по 1780 год.

## Биография
Родился 16 апреля 1742 года. Старший сын Томаса Саутвелла, 1-го виконта Саутвелла (1721—1780), и его жены Маргарет Гамильтон (? — 1802), дочери Артура Сесила Гамильтона из замка Гамильтон, Киллешандра, графство Каван. Он получил образование в Тринити-колледже Дублинского университета.
В 1767—1768 годах Томас Саутвелл заседал в Ирландской палат общин от графств Лимерик.
29 августа 1780 года после смерти своего отца Томас Саутвел унаследовал титулы 2-го виконта Саутвелла из замка Маттресс, 4-го барона Саутвелла из Касл-Матресса в графстве Лимерик и 5-го баронета Саутвелла из Касл-Маттресс в графстве Лимерик, став членом Ирландской палаты лордов.

## Личная жизнь
7 ноября 1774 года Томас Саутвелл женился на Софии Марии Жозефе Уолш (? — 6 января 1796), третьей дочери Фрэнсиса Джозефа Уолша, графа де Серрана. у супругов было четыре сына и четыре дочери, в том числе:
- Достопочтенная Маргарет Саутвелл (1 сентября 1775 — 26 января 1820), в 1794 году она вышла замуж за Дженико Престона, 12-го виконта Горманстона, от брака с которым у неё было пятеро детей.
- Достопочтенная Паулина Саутвелл (? — 5 мая 1856), в 1806 году она вышла замуж за Ричарда О’Ферралл-Кадделла, от которого у неё была одна дочь.
- Томас Энтони Саутвелл, 3-й виконт Саутвелл (25 февраля 1777 — 29 февраля 1860), старший сын и преемник отца.
- Достопочтенный Чарльз Саутвелл (17 марта 1779 — 13 декабря 1851)
- Подполковник Достопочтенный Артур Фрэнсис Саутвелл (6 февраля 1789 — 17 февраля 1849), в 1834 году он женился на Мэри Энн Агнас Диллон, от брака с которой у него было шестеро детей.

Томас Саутвелл скончался 15 февраля 1796 года в возрасте 53 лет, и его титулы унаследовал его старший сын Томас.